# Nachal Matat
Nachal Matat (hebrejsky: נחל מתת) je vádí v Horní Galileji, v severním Izraeli.
Začíná v nadmořské výšce přes 700 metrů na severním okraji hory Har Matat u stejnojmenné vesnice Matat. Směřuje pak k západu zalesněným údolím. Na jižním úbočí hory Har Biranit ústí zleva do vádí Nachal Biranit.